# Kozówka (hromada Gaje Wielkie)
Kozówka (ukr. Козівка) – wieś na Ukrainie w rejonie tarnopolskim należącym do obwodu tarnopolskiego. 
W II Rzeczypospolitej miejscowość w powiecie brzeżańskim województwa tarnopolskiego.
W latach 1939–1943 nacjonaliści ukraińscy z OUN-UPA zamordowali 20 Polaków.
Część polskich mieszkańców Kozówki została przesiedlona do Racławic Śląskich koło Prudnika w 1945.